# Communauté d’agglomération du Pays de Fontainebleau
Die Communauté d’agglomération du Pays de Fontainebleau ist ein französischer Gemeindeverband mit der Rechtsform einer Communauté d’agglomération im Département Seine-et-Marne in der Region Île-de-France. Sie wurde am 19. Dezember 2016 gegründet und umfasst 26 Gemeinden. Der Verwaltungssitz befindet sich in der Stadt Fontainebleau.

## Historische Entwicklung
Der Gemeindeverband entstand mit Wirkung vom 1. Januar 2017 durch die Fusion der Vorgängerorganisationen
Communauté de communes du Pays de Fontainebleau und Communauté de communes entre Seine et Forêt unter Zugang von 18 weiteren Gemeinden aus anderen aufgelösten Verbänden.

## Mitgliedsgemeinden
| Gemeinde                                            | Einwohner 1. Januar 2022 | Fläche km² | Dichte Einw./km² | Code INSEE | Postleitzahl |
| --------------------------------------------------- | ------------------------ | ---------- | ---------------- | ---------- | ------------ |
| Achères-la-Forêt                                    | 1.183                    | 12,60      | 94               | 77001      | 77760        |
| Arbonne-la-Forêt                                    | 1.007                    | 15,08      | 67               | 77006      | 77630        |
| Avon                                                | 13.526                   | 3,83       | 3.532            | 77014      | 77210        |
| Barbizon                                            | 1.265                    | 5,27       | 240              | 77022      | 77630        |
| Bois-le-Roi                                         | 6.026                    | 6,91       | 872              | 77037      | 77590        |
| Boissy-aux-Cailles                                  | 274                      | 16,40      | 17               | 77041      | 77760        |
| Bourron-Marlotte                                    | 2.782                    | 11,26      | 247              | 77048      | 77780        |
| Cély                                                | 1.256                    | 6,19       | 203              | 77065      | 77930        |
| Chailly-en-Bière                                    | 2.172                    | 13,08      | 166              | 77069      | 77930        |
| Chartrettes                                         | 2.593                    | 10,10      | 257              | 77096      | 77590        |
| Fleury-en-Bière                                     | 683                      | 13,87      | 49               | 77185      | 77930        |
| Fontainebleau                                       | 15.787                   | 172,05     | 92               | 77186      | 77300        |
| Héricy                                              | 2.511                    | 10,68      | 235              | 77226      | 77850        |
| La Chapelle-la-Reine                                | 2.236                    | 15,91      | 141              | 77088      | 77760        |
| Le Vaudoué                                          | 731                      | 17,16      | 43               | 77485      | 77123        |
| Noisy-sur-École                                     | 1.822                    | 29,91      | 61               | 77339      | 77123        |
| Perthes                                             | 2.074                    | 12,22      | 170              | 77359      | 77930        |
| Recloses                                            | 624                      | 9,35       | 67               | 77386      | 77760        |
| Saint-Germain-sur-École                             | 371                      | 2,53       | 147              | 77412      | 77930        |
| Saint-Martin-en-Bière                               | 746                      | 7,81       | 96               | 77425      | 77630        |
| Saint-Sauveur-sur-École                             | 1.120                    | 7,32       | 153              | 77435      | 77930        |
| Samois-sur-Seine                                    | 2.066                    | 6,33       | 326              | 77441      | 77920        |
| Samoreau                                            | 2.409                    | 5,65       | 426              | 77442      | 77210        |
| Tousson                                             | 338                      | 13,24      | 26               | 77471      | 77123        |
| Ury                                                 | 883                      | 8,21       | 108              | 77477      | 77760        |
| Vulaines-sur-Seine                                  | 2.720                    | 4,42       | 615              | 77533      | 77870        |
| Communauté d’agglomération du Pays de Fontainebleau | 69.205                   | 437,38     | 158              | –          | –            |